# 1208 dans les croisades
Cette page regroupe les évènements concernant les Croisades qui sont survenus en 1208 :
- 14 janvier : assassinat de Pierre de Castelnau, qui cherchait à empêcher l'hérésie cathare de se développer[1].
- 10 mars : Le pape proclame la croisade contre les Albigeois[2].
- 1er août : Henri de Hainaut, empereur latin de Constantinople, bat les Bulgares à Philippopoli[3].
- Le pape Innocent III proclame une nouvelle croisade, mais ne suscite pas l'enthousiasme[1].